# Les Ostings
Les Ostings est une série de bande dessinée pour la jeunesse.

## Annexe
Cette bande dessinée en ligne claire raconte l'histoire d'une famille de
squelettes rongés par l'ennui et la routine d'après leur mort (au-delà ?),les Ostings.
Famille composée de Igor le fils (qui ronchonne), le père Vladimir (qui philosophe) et la mère Hortence (qui déprime).
- Scénario : Anne Baraou
- Dessins : Vincent Sardon
- Couleurs : Walter

## Albums
- Tome 1 : Les Voisins venus d'ailleurs (2001)[1]
- Tome 2 : Palmipedopithecus gagatus (2002)

## Publication

### Éditeurs
- Delcourt (Collection Jeunesse) : Tomes 1 et 2 (première édition des tomes 1 et 2).